# Skamp (fisk)
Skamp (Mycteroperca phenax) är en art i familjen havsabborrfiskar som finns längs Nord- och Centralamerikas Atlantkust. 

## Utseende
En avlång fisk med kraftigt huvud, samt en ryggfena som består av en främre, hårdare del med 11 taggstrålar, och en bakre, mjukare, med 16 till 18 mjukstrålar. Även analfenan har en liknande uppbyggnad med 3 taggstrålar och 10 till 12 mjukstrålar. Bröstfenorna består endast av  15 till 17 mjukstrålar; stjärtfenan är konkav. Arten har ett varierat färgmönster: Den vanligaste teckningen är ljusbrun kropp med flera små, rödbruna fläckar, en på varje fjäll, över hela kroppen utom buken. En annan färgform har även den ljusbrun grundfärg, men är i stället täckt med mörkbruna fläckar på sidonas övre del, samlade i grupper som påminner om kattassar. Stora individer kan ha en tredje färgform där huvudet och främsta delen av kroppen är silvergråa med ett mörkare nätmönster, medan de bakre 2/3 av kroppen är helt mörk. På denna fas har buken flera vita fläckar, och fenorna är helt vita utom bröstfenorna som har svarta kanter. Det finns även en sällsynt, tvåfärgad teckning med ljusbrun ovansida, chokladbrun undersida och en tydlig gräns mellan de två fälten. Som mest kan arten bli 107 cm lång och väga 14,2 kg.

## Vanor
Skamp lever intill rev vid klipputskott och klippiga bottnar på djup mellan 30 och 100 m. Ungfiskar vistas i grunt vatten vid mangroverötter och konstruktioner som bryggor. Födan består av fisk, bläckfisk och kräftdjur. Arten kan bli åtminstone 30 år gammal.

### Fortplantning
Arten är en hermafrodit med könsväxling, som börjar sitt liv som hona. Leken sker från februari till juli i Sydatlanten och Mexikanska golfen med en topp från mars till mitten av maj. Längre norrut infaller lekperioden under april till augusti, med topp mellan maj och juni.

## Betydelse för människan
Skamp är en uppskattad matfisk bland fiskare i Mexikanska golfen och utanför sydöstra USA. Någon risk för överfiske föreligger emellertid för närvarande inte.

## Status
IUCN har klassificerat arten som livskraftig ("LC") och populationen är stabil. Habitatförstöring av korallrev där arten lever kan dock vara ett potentiellt hot.

## Utbredning
Utbredningsområdet omfattar Nord- och Centralamerikas Atlantkust från North Carolina i USA till Venezuela. Ungfiskar kan uppträda så långt norrut som utanför Massachusetts.